# Mischocyttarus cassanunga
Mischocyttarus cassanunga är en getingart som först beskrevs av Ihering 1903.  Mischocyttarus cassanunga ingår i släktet Mischocyttarus och familjen getingar. Inga underarter finns listade i Catalogue of Life.